# Deliktna sposobnost
Deliktna sposobnost (uračunljivost) je sposobnost odgovaranja za počinjene protupravne radnje (djela). Po hrvatskom zakonu uračunljivost se stječe s navršenih 14 godina. Osobe mlađe od 14, a starije od 7 godina smatraju se deliktno nesposobnima, ako se ne dokaže da su djela počinjena svjesno, a za štete koje su počinili odgovaraju subjektovi roditelji.